# Acollesis terminata
Acollesis terminata är en fjärilsart som beskrevs av Louis Beethoven Prout 1912. Acollesis terminata ingår i släktet Acollesis och familjen mätare. Inga underarter finns listade i Catalogue of Life.